# Parc national de Rohkunborri
Le parc national de Rohkunborri (en norvégien Rohkunborri nasjonalpark) est un parc national norvégien. Créé en 2011, il protège une zone de 571 kilomètres carrés et est situé au nord du pays le long de la frontière avec la Suède. Rohkunborri borde le parc national suédois Vadvetjåkka au sud, et il est situé à moins de 10 kilomètres au sud du parc national Øvre Dividal.

## Description
Le parc comprend des parties de la vallée de Sørdalen, avec le très spectaculaire canyon Sørdalen, le grand lac Geavdnjajávri et la montagne Rohkunborri. Les montagnes des deux côtés du canyon atteignent 1 500 mètres d'altitude. Les grands lacs Altevatnet et Leinavatnet se trouvent tous deux juste au nord de la limite du parc.
La flore varie de la riche forêt boréale de feuillus sur les basses altitudes à la toundra alpine plus haut. Le parc abrite des ours bruns, des gloutons et des lynx, ainsi que le harfang des neiges, le faucon gerfaut et les rennes (avec des propriétaires samis). On trouve aussi des zones humides et de la végétation alpine sur le substrat rocheux riche en chaux, ainsi que des tourbières. Le rhododendron arctique est présent. Les lacs de la partie est sont l'habitat de l’omble chevalier.

## Galerie

Carte du Parc.
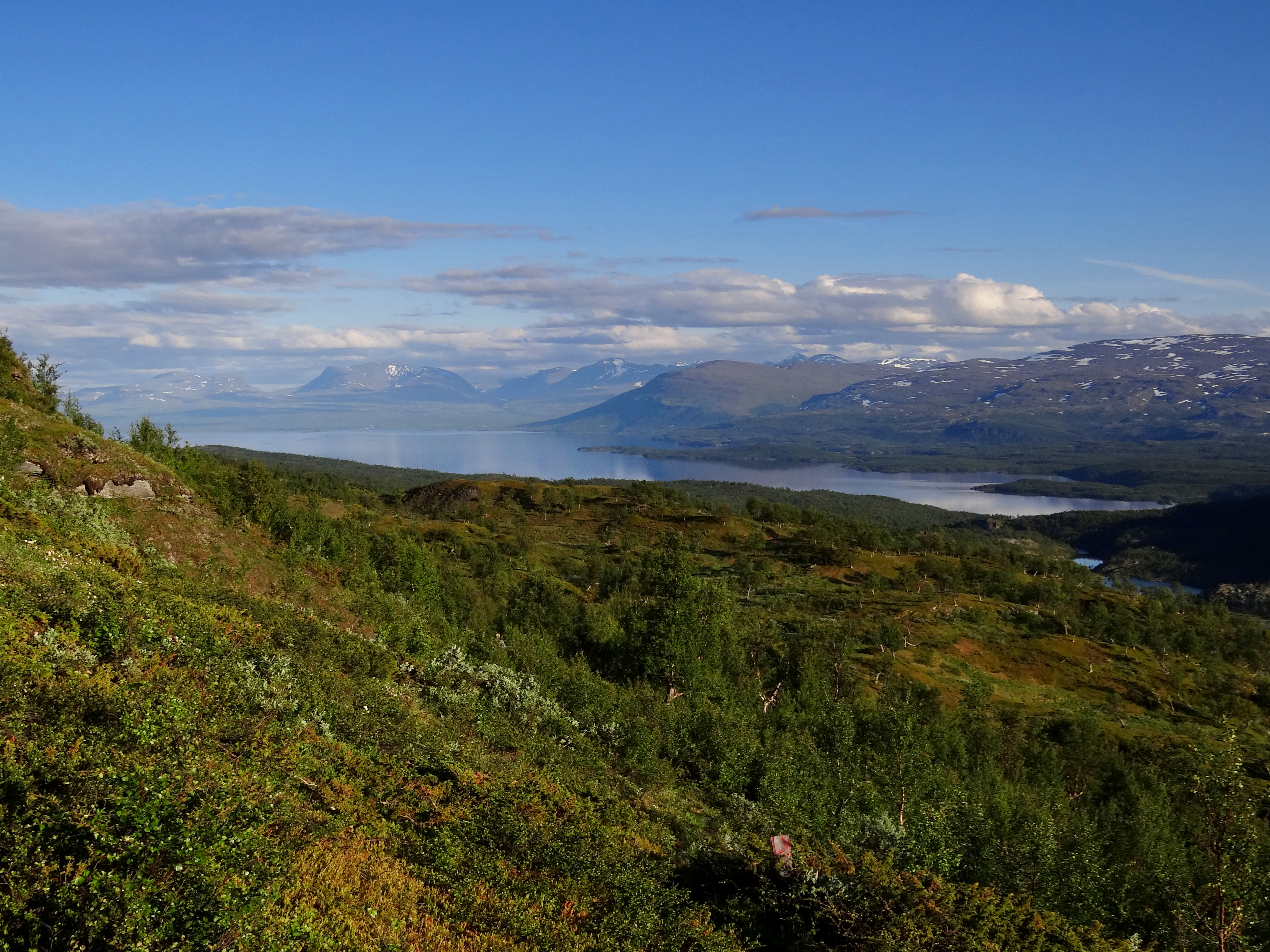
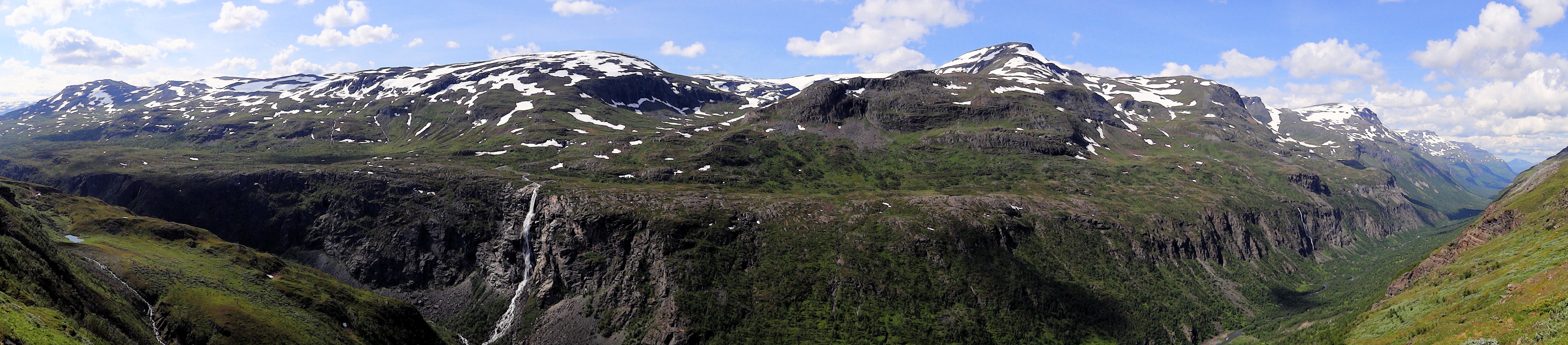
Vue panoramique du canyon.
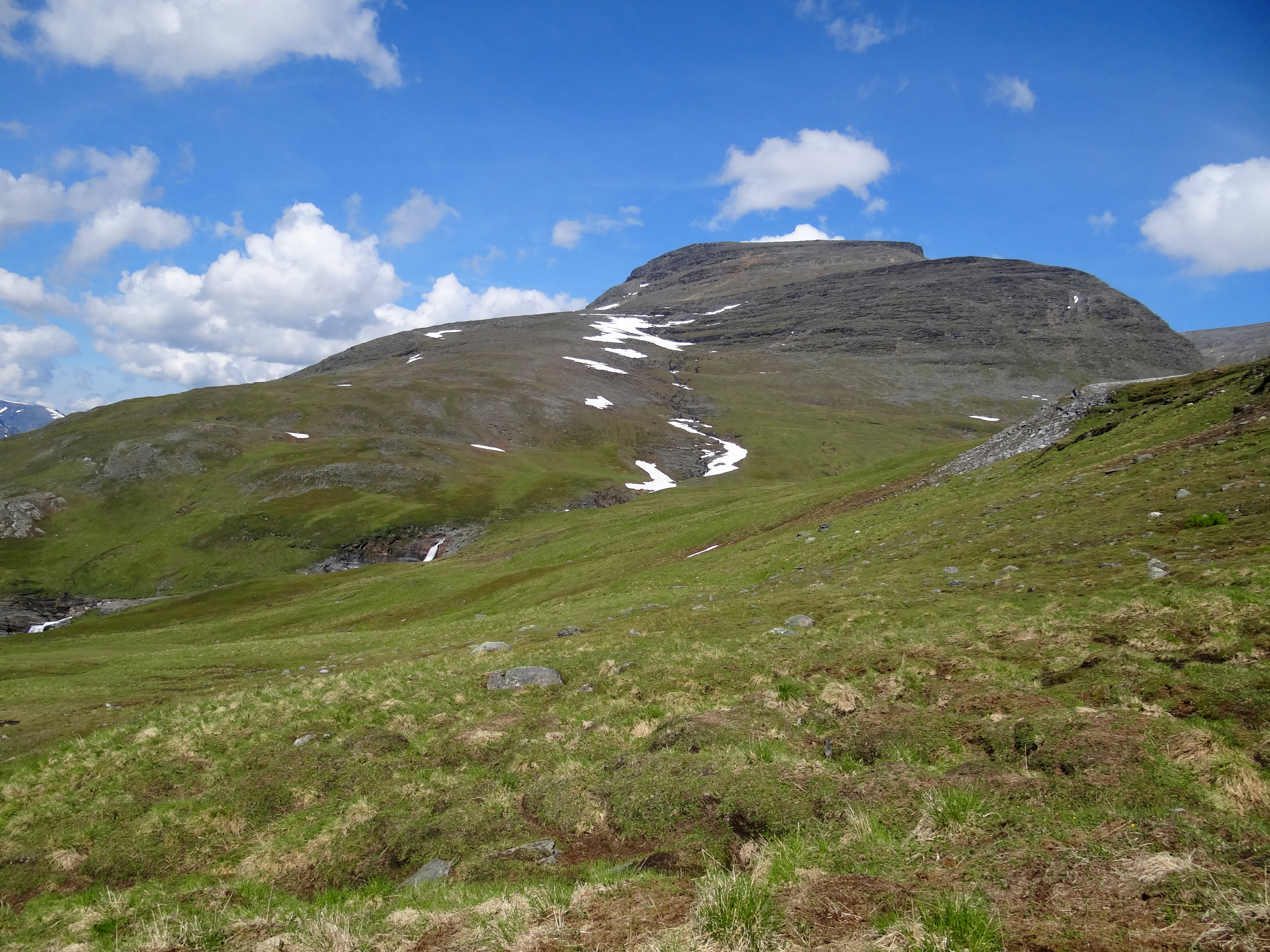